# Lepanthes lucifer
Lepanthes lucifer es una especie de orquídea epífita originaria de Ecuador.

## Descripción
Es una orquídea de pequeño tamaño, epífita que prefiere el clima fresco. Tiene tallos horizontales, delgados, envueltos por 4 a 8 vainas y con una sola hoja apical, es un poco coriácea, de color verde oscuro, elíptica, obtusa a subaguda, anchamente cuneada y en la base peciolada. Florece en una congestionada inflorescencia, con varias flores, en forma de racimo de 1,5 a 2 cm en la parte superior de la hoja. La floración se produce en el invierno.

## Distribución y hábitat
Se encuentra en el Ecuador, en alturas de 1200 a 1500 metros.

## Taxonomía
Lepanthes lucifer fue descrita por Luer & Hirtz y publicado en American Orchid Society Bulletin 56(10): 1016. 1987.
Etimología
Ver: Lepanthes
lucifer: epíteto latíno que significa "satán". 